# Oberwil bei Büren
Oberwil bei Büren es una comuna suiza situada en el distrito administrativo del Seeland, en el cantón de Berna. Tiene una población estimada, a fines de 2021, de 918 habitantes.